# Sheffield Arena

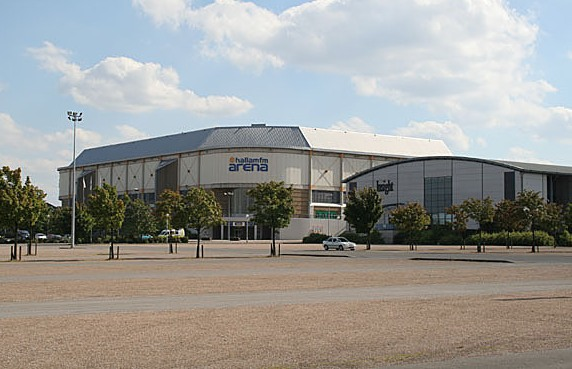
Veduta esterna della FlyDSA Arena (2007)

La FlyDSA Arena è un'arena multifunzionale situata a Sheffield, nel Regno Unito. Ospita concerti, congressi e partite di pallacanestro e di hockey su ghiaccio.
È sede delle partite casalinghe dello Sheffield Steelers Ice Hockey Club. 
Originariamente Sheffield Arena, cambiò nome in Hallam FM Arena, ma il 1º novembre 2007 tornò alla denominazione originaria. Il 9 agosto 2010 cambiò nome in Motorpoint Arena Sheffield per ragioni di sponsorizzazione, ma nell'agosto 2015 tornò a chiamarsi Sheffield Arena.
Costata 34 milioni di sterline, fu inaugurata dalla regina Elisabetta II il 30 maggio 1991, giorno in cui si tenne il primo concerto nell'impianto, un'esibizione di Paul Simon. Fu sede di alcune gare dei giochi mondiali studenteschi del 1991.
Nel 2013 è stata ristrutturata profondamente: i 12.500 seggiolini sono stati sostituiti ed è stato installato un nuovo tetto.